# 菜鳥
菜鸟泛指对某个领域缺乏基本知识的人，这是非正式的称呼。英文对应词是、或者（網路較常用）；反義詞為老鳥。相對正式的用法是「新人」、“新手”（Novice）、“初学者”、「訓練生」（Trainee）。
在台灣《教育部重編國語辭典修訂本》裡的解釋為「戲稱剛進入一個新環境，而對諸事不熟或愚蠢的人」，對應的台語是「菜鳥仔（臺羅：tshài-tsiáu-á）」；民間亦有將「菜」與「臺灣話：，臺羅：sán-pi-pa」的「卑巴」合念為「菜-pi-pa」的說法，常被寫成「菜逼巴、菜逼八」。
而在傳教士紀多納（D. MacIver）所編纂的《客英大辭典》裡，將新來乍到者（A New Bird）的客語定為「新鳥（白話字：sin-tiau）」。

## 释义
“菜鸟”的“菜”，按照认同来源台湾口语的人之说法，是“差”或“逊”的意思。“鸟”在口语中一般可以指具有某种特徵的人。这样合起来解释“菜鸟”，就是“在某方面很差的人”之意，这和“新手”的含义相差不远。

## 相关影视作品
- 《後菜鳥的燦爛時代》
- 《菜鳥》